# Johan Peter Gripenbjelke
Johan Peter Gripenbjelke, före 1767 Wankif, född 11 juli 1733 i Stockholm, död 12 juli 1787 i Nyköping, var en svensk lagman och häradshövding.

## Biografi
Gripenbjelke föddes 1733 i Stockholm. Han var son till kamreren Jöns Wankif och Anna Elisabet Djurman. 
Gripenbjelke blev häradshövding för Oppunda, Villåttinge, Jönåkers, Rönö och Hölebo häraders domsaga 1762. Han blev lagman i Upplands och Stockholms läns lagsaga 1775, en tjänst som han upprätthöll till sin död 1787,. Han adlades 1767.